# Tudulinna (plaats)

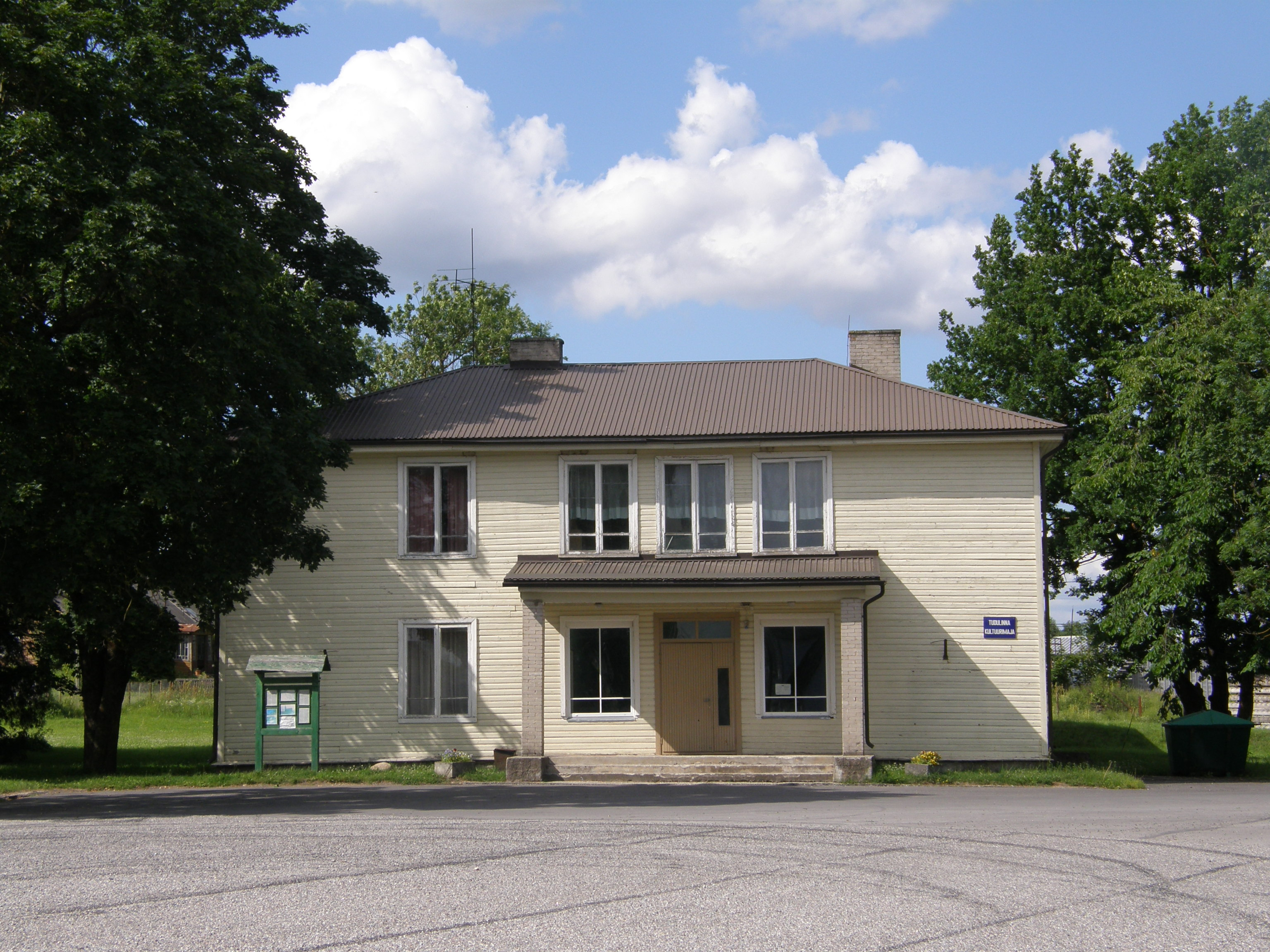
Cultureel centrum in Tudulinna

Tudulinna is een plaats in de Estlandse gemeente Alutaguse (Estisch: Alutaguse vald), provincie Ida-Virumaa. De plaats telt 214 inwoners (2021) en heeft de status van dorp (Estisch: küla).  De oude Duitse naam was  Tuddolin.
Tudulinna was tot in 2017 de hoofdplaats van de gelijknamige gemeente. De plaats had tussen 1970 en 2019 de status van vlek, maar in 2019 besloot de gemeente de plaats te degraderen tot dorp.